# Echo (You and I)
Echo (You and I) – singel Anggun, wydany 30 stycznia 2012, pochodzący z reedycji albumu Echoes. Autorami tekstu piosenki są William Rousseau i Anggun, a muzykę skomponowali Jean Pierre Pilot i William Rousseau. Tekst kompozycji w większości jest w języku francuskim, ale zawiera też fragmenty w języku angielskim.
29 listopada 2011 francuski nadawca publiczny ogłosił, że reprezentantką Francji w Konkursie Piosenki Eurowizji 2012 w Baku będzie Anggun. Natomiast 29 stycznia 2012 została przedstawiona krajowa propozycja na konkurs, którą zostało „Echo (You and I)”. Anggun, by promować piosenkę odbyła trasę promocyjną po ponad piętnastu krajach Europy, w tym Portugalii, Szwecji czy Włoszech.
W marcu 2012 premierę miał oficjalny teledysk do piosenki, w którym Anggun wystąpiła wraz z armią żołnierzy. Klip został wyreżyserowany przez Roya Raza.
Dzięki temu, że Francja należy do grupy krajów tzw. „Wielkiej piątki”, utwór został zaprezentowany od razu w finale konkursu Eurowizji, który odbył się 26 maja 2012. Piosenka ostatecznie zajęła 22. miejsce z 21 punktami.

## Lista utworów
- Digital download[10]

1. „Echo (You and I)” – 3:03

## Pozycje na listach sprzedaży
| Kraj             | Notowanie (2012) | Najwyższa pozycja |
| ---------------- | ---------------- | ----------------- |
| Belgia (Walonia) | Ultratop 50      | 42                |
| Francja          | SNEP             | 74                |